# Bodilis
Bodilis (tiếng Breton: Bodiliz) là một xã của tỉnh Finistère, thuộc vùng Bretagne, miền tây bắc Pháp.

## Dân số
Người dân ở Bodilis được gọi là Bodilisiens.